# Bílinite
La bílinite (simbolo IMA: Bli) è un minerale piuttosto raro del gruppo dell'alotrichite appartenente alla famiglia dei "solfati (selenati, tellurati, cromati, molibdati, tungstati)" con composizione chimica Fe2+Fe3+2(SO4)4 • 22(H2O).

## Etimologia e storia
La bílinite prende il nome dalla città di Bílina, che si trova vicino alla località tipo di Světec, in Boemia (Repubblica Ceca).

## Classificazione
La classica nona edizione della sistematica dei minerali di Strunz, aggiornata dall'Associazione Mineralogica Internazionale (IMA) fino al 2009, elenca la bílinite nella "7. Solfati (selenati, tellurati, cromati, molibdati, tungstati)" e nella sottoclasse "7.C Solfati (selenati, ecc.) senza anioni aggiuntivi, con H2O"; questa viene più finemente suddivisa in base alla dimensione dei cationi coinvolti, in modo tale da trovare la bílinite nella sezione "7.CB Con soltanto cationi di media dimensione" dove forma il sistema nº 7.CB.85 insieme ad alotrichite, apjohnite, dietrichite, pickeringite, redingtonite e wupatkiite.
Tale classificazione viene mantenuta identica anche nell'edizione successiva, proseguita dal database "mindat.org".
Nella Sistematica dei lapis (Lapis-Systematik) di Stefan Weiß la bílinite si trova nella classe dei "solfati, cromati, molibdati e tungstati" e nella sottoclasse dei "solfati idrati, senza anioni estranei"; qui è nella sezione dei minerali con "cationi medi e molto grandi; gruppo dell'alotrichite" dove forma il sistema nº VI/C.12 insieme ad alotrichite, apjohnite, caichengyunite, dietrichite, pickeringite, redingtonite e wupatkiite.
Anche nella classificazione dei minerali secondo Dana, usata principalmente nel mondo anglosassone, la bílinite si trova nella famiglia dei "sulfati, cromati e molibdati"; qui è nella classe degli "acidi idrati e solfati" e nella sottoclasse degli "acidi idrati e solfati con A(B)2(XO4)4 • x(H2O)" dove forma il "gruppo dell'alotrichite (monoclino con 22H2O)" con il numero di sistema 29.07.03 insieme ad alotrichite, apjohnite, dietrichite, pickeringite, redingtonite e wupatkiite.

## Abito cristallino
La bílinite cristallizza nel sistema monoclino nel gruppo spaziale P21/c (gruppo nº 14) con le costanti di reticolo a = 6,208 Å, b = 24,333 Å, c = 21,255 Å e β = 100,3°, oltre ad avere 4 unità di formula per cella unitaria.

## Origine e giacitura
A seconda del luogo di ritrovamento, la bílinite è stata rinvenuta in un'alterazione del solfuro di ferro nella lignite (per campioni trovati a Světec, in Repubblica Ceca) o come minerale post-formazione con altri solfati di ferro (nei depositi di mercurio di "Nikitovka", in Ucraina). La paragenesi è con la melanterite.
La bílinite è un minerale piuttosto raro ed è stato trovato solo il pochi siti: la sua località tipo, Světec, in Boemia e nella miniera di "Zárubek" presso Ostrava, entrambe in Repubblica Ceca; nel distretto minerario di "Laurio" presso Lavreotiki (Grecia); a Bátonyterenye (Ungheria); a Oppdal (Norvegia); nel deposito di mercurio di "Nikitovka", nel Donec'k (Ucraina).
Altri siti sono: la miniera di "Chiricas" (provincia di Mendoza, Argentina); la miniera di "Osamu Utsumi" a Minas Gerais (Brasile); alcuni siti negli Stati di Arizona, California, Idaho, Dakota del Sud, Utah, Washington (Stati Uniti); il deposito "Shorsu" nel distretto di Fergana (Uzbekistan); nella Kamčatka e nell'oblast' di Kemerovo (Russia).

## Forma in cui si presenta in natura
La bílinite si presenta in cristalli fibrosi, di dimensioni fino a 0,03 mm o in aggregati radiali.
Il minerale è semi-trasparente, con lucentezza serica e colore da bianco a giallastro; il colore del suo striscio è bianco.